# جوديث تومسون
جوديث تومسون هي كاتبة مسرحية وكاتِبة وكاتبة سيناريو كندية، ولدت في 20 سبتمبر 1954.

## وصلات خارجية
- جوديث تومسون على موقع IMDb (الإنجليزية)
- جوديث تومسون على موقع الموسوعة البريطانية (الإنجليزية)
- جوديث تومسون على موقع قاعدة بيانات الفيلم (الإنجليزية)